# شارل کوکلن

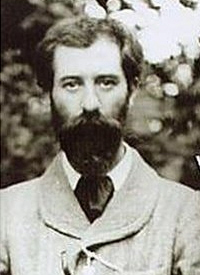
شارل کوکلن

شارل لوئی اوژِن کوکلَن ( یا کِکلَن) (به فرانسوی: Charles Louis Eugène Koechlin) آهنگساز فرانسوی در ۲۷ نوامبر ۱۸۶۷ در پاریس زاده شد و در ۳۱ دسامبر ۱۹۵۰ در لو کانادل درگذشت.

## برخی از آثار
- رکویم
- فوگ سمفونیک
- سوئیت برای دو پیانو
- سه سوناتین برای ارگ
- هفت قطعه برای ساکسفون و پیانو
- ۱۲ آواز برای ۱۲ ساز گوناگون
- ساعت‌های ایرانی (Les heures persanes)، ملهم از کتاب به سوی اصفهان (Vers Ispahan) اثر پی‌یر لوتی (Pierre Loti)
- برای پیانو ( تنظیم شده برای ارکستر بدست خود آهنگساز)
- فهرست آثار

## کتاب
- رساله ارکستراسیون (Traité de l'orchestration) (چهار جلد)، ترجمه محسن الهامیان، نشر افکار

## شنیدن آثار
- youtube